# Кимура, Синдзо
Синдзо Кимура (яп. 木村 真三 Кимура Синдзо:, род. в 1967 году) — японский учёный, работающий в области радиационной гигиены.

## Карьера
- Национальный институт радиологических исследований (Япония),
- Национальный институт по профессиональной безопасности и санитарии на производстве (Япония),
- Медицинский Университет Доккё

## Исследование
Синдзо Кимура добровольно ведет исследование Чернобыльской Зоны уже много лет. После Аварии на АЭС Фукусима I, произошедшей 11 марта 2011 года, он немедленно отправился в префектуру Фукусима и начал собирать образцы на обочинах дорог, чтобы проверять уровень радиации и составлять карту радиоактивного заражения в районе префектуры Фукусима с помощью группы японских экспертов. Эта НИР была показана по NHK.

## Статья
- Analysis of concentration and dose of radioactive nuclides in human body (недоступная ссылка) by Dr.Kunio Shiraishi, Dr.Sarat K. Sahoo, Dr.Shinzo Kimura